# Isaac Olof Scharff
Isaac Olof Scharff, föddes 17 augusti 1762 i Torpa socken, Östergötlands län, död 3 augusti 1826 i Grebo socken, Östergötlands län, var en svensk präst i Grebo församling.

## Biografi
Isaac Olof Scharff föddes 17 augusti 1762 i Torpa socken. Han var son till fänriken Johan Valentin Scharff och Anna Magdalena Runberg. Scharff studerade i Linköping och blev höstterminen 1780 student vid Uppsala universitet, Uppsala. Han prästvigdes 14 april 1788. Scharff blev 1788 extra ordinarie bataljonspredikant vid Östgöta infanteriregemente och deltog i finska kriget mellan 1788 och 1790. Han tog pastoralexamen 30 april 1793 och blev 19 maj 1795 kunglig hovpredikant. År 1801 blev han brunnspredikant vid Medevi brunn och 12 juli 1801 kyrkoherde i Grebo församling, Grebo pastorat, tillträde 1802. Scharff blev 1 juni 1808 prost. Han avled 3 augusti 1826 i Grebo socken.
Ett porträtt i olja av Scharff finns i Grebo kyrka.

### Familj
Scharff gifte sig 24 augusti 1805 med Christina Margareta Kinmanson (1766–1843). Hon var dotter till kyrkoherden Leonhard Kinman och Gertrud Helena Berzelius i Röks socken. Christina Margareta Kinmanson hade tidigare varit gift med kyrkoherden J. M. Kjellenberg i Odensvi socken.